# Área 81
Área 81 (Mile 81) es una novela corta de Stephen King, publicada originalmente en formato de libro electrónico el 1º de septiembre de 2011. La publicación también incluye un extracto de la novela de King 22/11/63, publicada dos meses después.

## Resumen del argumento
En la milla 81 de la Autopista de Maine hay un peaje con un área de descanso, un lugar donde los jóvenes de la escuela secundaria beben y se meten en problemas. Pete Simmons se escabulle de su hermano mayor y llega allí, donde encuentra una botella de vodka. Toma lo suficiente para perder el conocimiento. 
Un coche cubierto de lodo (lo cual es extraño debido a que no ha llovido en Nueva Inglaterra por más de una semana) se desvía al área de descanso de la milla 81, ignorando el cartel que dice "cerrado, sin servicios". La puerta del conductor se abre pero nadie sale.
Doug Clayton, un hombre de una compañía de seguros de Bangor, se encuentra manejando su Prius hacia una conferencia en Portland. En el asiento trasero lleva su portafolios y su maleta y en el asiento del acompañante hay una biblia King James, a la que Doug llama "el último manual de los seguros", pero no lo salvará cuando decide ser el buen samaritano y ayudar al hombre en la camioneta averiada. Se detiene detrás de la misma, utiliza su llave inglesa y a continuación se da cuenta de que la camioneta no tiene placas. Luego es devorado por el vehículo.
En la versión incluida en El bazar de los sueños malos, publicado en 2015, otros tantos personajes son devorados por la camioneta, incluyendo a una propietaria de caballos lesbiana y los padres de dos niños pequeños. Luego, al final de la historia, es revelado que la "camioneta" en realidad no es ninguna camioneta, sino una entidad extraterrestre sensible que solo asumió la forma de un vehículo terrestre para atraer víctimas desprevenidas.